# كيني كوكس
كيني كوكس (بالإنجليزية: Kenny Cox)‏ هو عازف بيانو أمريكي، ولد في 8 نوفمبر 1940 في ديترويت في الولايات المتحدة، وتوفي بنفس المكان في 19 ديسمبر 2008.

## وصلات خارجية
- كيني كوكس على موقع ميوزك برينز (الإنجليزية)
- كيني كوكس على موقع أول ميوزيك (الإنجليزية)
- كيني كوكس على موقع أول ميوزيك (الإنجليزية)
- كيني كوكس على موقع ديسكوغز (الإنجليزية)